# Tröllakirkja (berg i Island, Västfjordarna)
Tröllakirkja är ett berg i republiken Island. Det ligger i regionen Västfjordarna, 100 km norr om huvudstaden Reykjavík. Toppen på Tröllakirkja är 1 001 meter över havet.
Tröllakirkja är den högsta punkten i trakten. Trakten runt Tröllakirkja är nära nog obefolkad, med mindre än två invånare per kvadratkilometer. Det finns inga samhällen i närheten. Trakten runt Tröllakirkja består i huvudsak av gräsmarker.